# Lea Bouwmeester

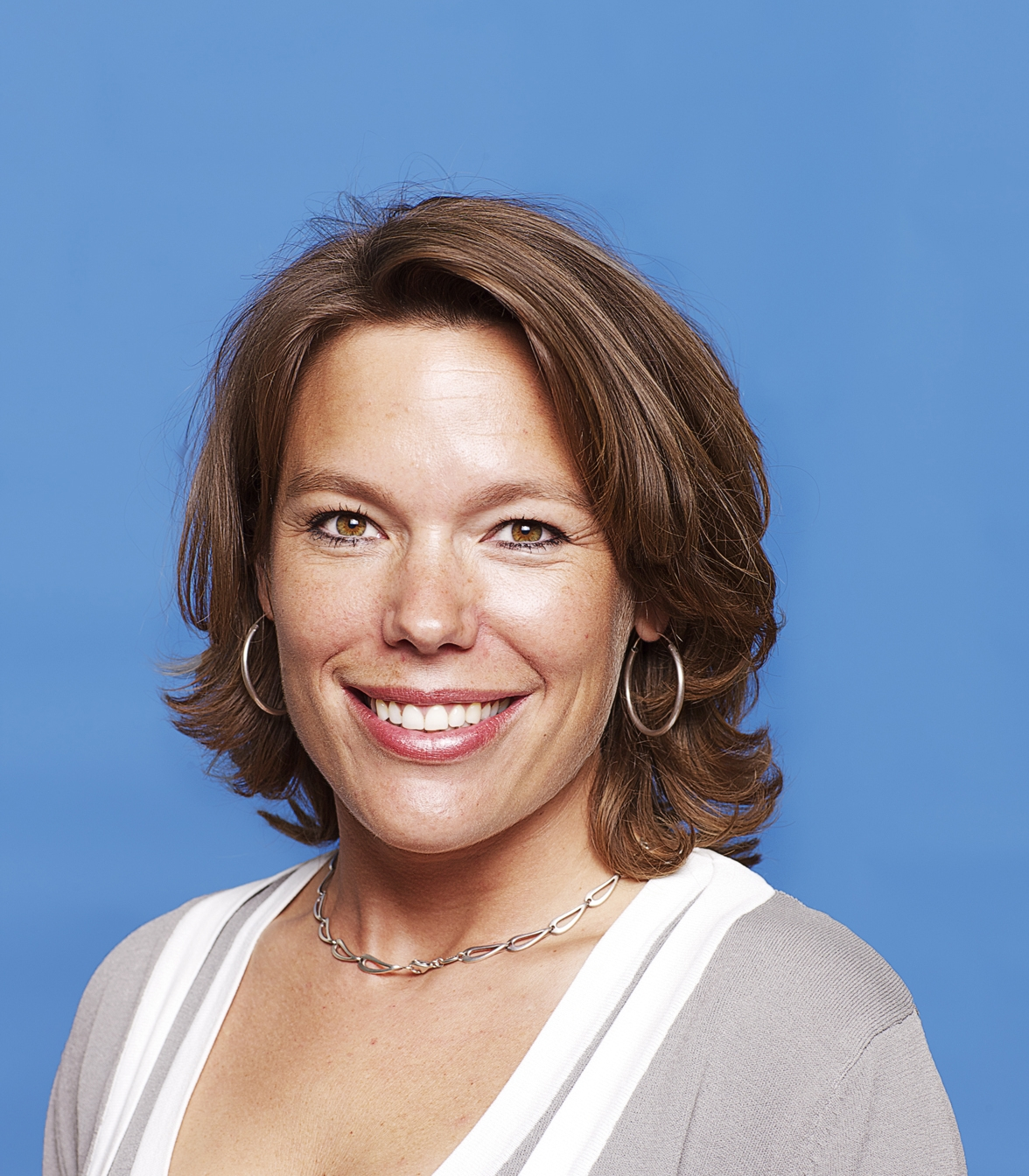
Lea Bouwmeester (2011)

Lea Theadora Bouwmeester (* 3. Oktober 1979 in Hoogeveen) ist eine ehemalige niederländische Politikerin der Partij van de Arbeid (PvdA).
Nach ihrer Schulzeit studierte Bouwmeester an der Hogeschool van Amsterdam. Sie trat in die sozialdemokratische PvdA ein. Von 2002 bis 2006 war sie Mitglied der Gemeinderat von Almere. Und von den Parlamentswahlen 2006 bis zu den Parlamentswahlen 2017 war sie Abgeordnete in der Zweiten Kammer der Generalstaaten. 